# Altirhinus kurzanovi
Altirhinus kurzanovi ("morro alt" en grec antic) és una espècie de dinosaure ornitòpode que va viure a principis del Cretaci. Les seves restes fòssils s'han trobat a Mongòlia.